# Toque dos sinos em Minas Gerais
O Toque dos Sinos em Minas Gerais, ou Linguagem dos Sinos, é uma tradição católica, praticada especialmente na cidade de São João del-Rei, conhecida como “a terra onde os sinos falam”.

## Registro
O Toque dos Sinos em Minas Gerais, uma linguagem que muitos mineiros conhecem e que encanta os turistas, é um patrimônio nacional pelo registro, aplicado aos bens culturais imateriais, concedido pelo IPHAN em 2009.
A proposta de registro como patrimônio imaterial para o Toque dos Sinos em Minas Gerais teve como referência São João del-Rei e as cidades de Ouro Preto, Mariana, Catas Altas, Congonhas, Diamantina, Sabará, Serro e Tiradentes e começou a ser preparada em 2001, por iniciativa da comunidade de São João del-Rei. A solicitação chegou ao Iphan que, em 2002, deu início a uma grande pesquisa sobre o assunto que resultou no registro.

## Finalidade do Registro
No dossiê apresentado ao IPHAN, consta que os sinos vêm sendo substituídos por instrumentos eletrônicos pelas dificuldades para a manutenção em diferentes momentos da liturgia católica. Além disso, sinos rachados, sem
badalo ou sem local para instalação reforçavam a necessidade de alguma proteção. Lendas também foram criadas, o que mostra a proximidade das comunidades inventariadas com a cultura sineira.
Embora ainda ativa, a tradição corre riscos. Os novos meios de comunicação e a pouca proximidade da maioria dos jovens da Igreja Católica reforçam o perigo do desaparecimento da atividade de sineiro.

## Finalidade dos toques
Nas oito cidades analisadas, os toques são religiosos e têm finalidade social ou de defesa civil.
Os repiques foram criados pelos sineiros durante o "tempo colonial" e transmitidos oralmente. Os mais conhecidos são Ângelus, exéquias, cinzas, finados, passos, treva, toque da ressurreição, Te Deum, incêndio, agonia, fúnebres, festivos, de parto, posse de irmandade, de almas, de missas, Natal, ano-novo, das chagas ou morte do Senhor.
A linguagem dos sinos segue um conjunto de regras litúrgicas, mas deixa certa liberdade para a intervenção do sineiro.